# Stratifierande ventilation
Stratifierande ventilation eller stratifierad ventilation är en form av deplacerande, det vill säga undanträngande, ventilation, med högimpulsdon som blåser in tilluft med hög hastighet.
Sval luft förs med hög hastighet in i rummet i form av samverkande jetstrålar som krockas mot en vägg, pelare eller dylikt och ner på golvet. Rummets gamla luft, som är varmare, stiger genom så kallad konvektion upp mot taket och förs bort. Luftutbyteseffektiviteten blir på detta vis betydligt högre än vid omblandande ventilation. Därför kan antingen lägre flöde användas för att spara energi eller bättre luftkvalitet erhållas under i övrigt lika förutsättningar. 

## Källa
- Bengt Sellö, "energi&miljö", Nr4, april 2007